# Jean-Baptiste Briollat
Jean-Baptiste Briollat est un homme politique français né le 27 février 1758 et décédé à une date inconnue.
Avocat à Saint-Dizier, il est procureur-syndic du district et député de la Haute-Marne de 1791 à 1792, votant avec la majorité.

## Sources
- « Jean-Baptiste Briollat », dans Adolphe Robert et Gaston Cougny, Dictionnaire des parlementaires français, Edgar Bourloton, 1889-1891 [détail de l’édition]